# Luis Díez de Aux y Armendáriz
Luis Díez de Aux y Armendáriz (Quito, c. 1571-Barcelona, 3 de enero de 1627) fue un eclesiástico y hombre de estado español.

## Biografía
Oriundo de Navarra y Aragón, nació en Quito, donde su padre Lope Díez de Aux y Armendáriz era presidente de la Real Audiencia; su hermano mayor Lope Díez de Aux de Armendáriz llegaría a ser el I marqués de Cadreita y virrey de Nueva España.
Monje cisterciense en el monasterio de Valparaíso de Zamora, en 1613 el duque de Lerma le nombró abad del monasterio de La Oliva de Navarra gracias a los servicios de su hermano a la Corona.  
Fue obispo de Jaca en 1618 y de Urgel en 1622, y como tal copríncipe de Andorra junto con Luis XIII.
En 1626 fue nombrado virrey de Cataluña por Felipe IV, promovido al arzobispado de Tarragona y antes de tomar posesión de éste, al obispado de Pamplona, diócesis que tampoco llegó a ocupar por sobrevenirle la muerte en enero de 1627.